# Europa Cinemas
Europa Cinemas is een pan-Europees netwerk van bioscopen en filmtheaters die een groot deel van hun programmatie wijden aan Europese films.
Het netwerk werd in 1992 opgericht op initiatief van dertig cinema's, en werd van bij het begin ondersteund door de Europese Commissie en het Franse CNC (Centre National du Cinéma et de l'Image Animée). De zetel van de organisatie is in Parijs.
In 2020 waren 1.216 bioscopen in 43 landen lid, samen goed voor meer dan 82 miljoen bezoekers per jaar.

## België
In België zijn anno 2021 33 vertoners erkend door Europa Cinemas, waaronder de volgende:
- Cinema Cartoon's (Antwerpen)
- Lumière Brugge (Brugge)
- Cinema ZED (Leuven)
- Studio Skoop (Gent)
- Sphinx Cinema (Gent)
- Filmhuis Mechelen (Mechelen)
- Vendôme (Brussel)
- Cinéma Palace (Brussel)
- Galeries Cinema (Brussel)
- Cinema Aventure (Brussel)
- Buda (Kortrijk)

## Nederland
In Nederland zijn anno 2021 54 filmhuizen erkend door Europa Cinemas, waarvan 11 in Amsterdam.